# Juabita
La juabita és un mineral de la classe dels òxids. Rep el seu nom de la seva localitat tipus, el comtat de Juab de l'estat d'Utah, als Estats Units.

## Característiques
La juabita és un òxid de fórmula química CaCu₁₀(Te⁴⁺O₃)₄(AsO₄)₄(OH)₂(H₂O)₄. Va ser aprovada com a espècie vàlida per l'Associació Mineralògica Internacional l'any 1996. Cristal·litza en el sistema triclínic. La seva duresa a l'escala de Mohs es troba entre 3 i 4.
Segons la classificació de Nickel-Strunz, la juabita pertany a «04.JN - Tel·lurits amb anions addicionals, amb H₂O» juntament amb els següents minerals: sonoraïta, poughita, cesbronita, eztlita i oboyerita.

## Formació i jaciments
Va ser descoberta a la mina Centennial Eureka, a la localitat d'Eureka, al districte de Tintic, al comtat de Juab (Utah, Estats Units). Només ha estat descrita a altres dues mines al mateix districte: la mina Gold Chain i la mina North Star, ambdues a la localitat de Mammoth.